# Simple Headphone Mind
Simple Headphone Mind est le deuxième maxi collaboratif entre les groupes anglais Stereolab et Nurse With Wound sorti en 1997.
Les deux titres de cet album sont des recompositions, par Steven Stapleton, d'une chanson de Stereolab, The Long Hair of Death, sortie sur le split du même nom édité avec Yo La Tengo en 1994 et reprise dans la compilation Aluminum Tunes : Switched On, Vol. 3 en 1998.

## Liste des titres
1. Simple Headphone Mind - 10:36
2. Trippin' with the Birds -  21:04